# روبرتو كامينيرو
روبرتو كامينيرو (27 أبريل 1945 – 2010) هو ملاكم كوبي راحل، مثّل بلاده في الألعاب الأولمبية الصيفية في دورتي 1968 و1964.

## روابط خارجية
روبرتو كامينيرو على موقع أوليمبيديا (الإنجليزية)